# دکر (مونتانا)
دکر (به انگلیسی: Decker) یک منطقهٔ مسکونی در ایالات متحده آمریکا است که در شهرستان بیگ هورن، مونتانا واقع شده‌است. دکر ۷۶ نفر جمعیت دارد و ۱٬۰۷۴٫۱۳ متر بالاتر از سطح دریا واقع شده‌است.